# Dnevni list
Dnevni list (dt. etwa Tageblatt) ist eine Tageszeitung, die in Mostar, Bosnien und Herzegowina erscheint. Sie wurde im Oktober 2001 gegründet und hat eine Auflage von etwa 10.000 Exemplaren.
Die Zeitung gilt als Sprachrohr von Kroaten in Bosnien und Herzegowina, hat aber auch darüber hinaus viele Leser in der Herzegowina und anderen Teilen der Föderation. Alle Beiträge in Dnevni list werden in Standardkroatisch verfasst. Chefredakteur ist Dario Lukić.